# Noord-Cypriotisch-Turkse betrekkingen
De betrekkingen tussen Noord-Cyprus en Turkije zijn de internationale betrekkingen tussen de Turkse Republiek Noord-Cyprus (TRNC) en de Republiek Turkije. Deze relaties worden gekenmerkt door historische, culturele en politieke banden, maar ook door economische samenwerking en gedeelde strategische belangen.

## Geschiedenis
De wortels van de nauwe relatie tussen Noord-Cyprus en de Republiek Turkije zijn terug te voeren naar het Cyprus-conflict en de daaropvolgende gebeurtenissen. Na het intercommunale geweld tussen Grieks- en Turks-Cyprioten in de jaren zestig en de staatsgreep door Griekse nationalisten in 1974 lanceerde Turkije een militair invasie op het eiland, wat leidde tot de feitelijke verdeling van Cyprus in de Grieks-Cypriotisch gecontroleerde Republiek Cyprus en de de Turks-Cypriotisch gecontroleerde TRNC. Sindsdien is Turkije een belangrijke steunpilaar van de Turks-Cypriotische gemeenschap en biedt het politieke, economische en militaire hulp.

## Politieke betrekkingen
De politieke betrekkingen tussen Noord-Cyprus en Turkije worden gekenmerkt door de niet-aflatende steun van Turkije voor de politieke status en erkenning van de TRNC. Turkije is een van de weinige landen die de TRNC officieel als soevereine staat erkent. Bezoeken op hoog niveau tussen functionarissen van beide landen komen vaak voor, wat de nauwe banden en samenwerking op verschillende regionale en internationale kwesties weerspiegelt.

## Economische samenwerking
De economische samenwerking tussen Noord-Cyprus en Turkije is substantieel en veelzijdig. Turkije is de grootste handelspartner van Noord-Cyprus en levert aanzienlijke financiële hulp en investeringen in infrastructuurprojecten, onderwijs en gezondheidszorg. Handelsovereenkomsten en economische partnerschappen tussen de twee entiteiten vergemakkelijken de uitwisseling van goederen en diensten en dragen bij aan de economische ontwikkeling van Noord-Cyprus.

## Culturele en sociale banden
De culturele en sociale banden tussen Noord-Cyprus en Turkije zijn diep geworteld in een gedeelde geschiedenis, taal en etniciteit. Veel Turks-Cyprioten hebben familiale banden met Turkije, en culturele uitwisselingen, onderwijsprogramma's en toerisme versterken deze banden verder. De Turkse cultuur, taal en media zijn aanzienlijk aanwezig in Noord-Cyprus, wat de nauwe culturele affiniteit tussen de twee entiteiten weerspiegelt.

## Samenwerking op het gebied van veiligheid
Turkije biedt militaire steun en veiligheidsgaranties aan de TRNC, waardoor de verdediging en bescherming ervan wordt gewaarborgd. Militaire samenwerkingsovereenkomsten tussen Turkije en Noord-Cyprus faciliteren gezamenlijke oefeningen, trainingsprogramma’s en defensiesamenwerking, waardoor de veiligheidscapaciteiten van beide entiteiten worden vergroot.

## Internationale erkenning en diplomatie
Ondanks de Turkse erkenning van de TRNC beschouwt de internationale gemeenschap Noord-Cyprus grotendeels als onderdeel van de Republiek Cyprus. Turkije blijft pleiten voor de erkenning en deelname van de TRNC aan internationale organisaties, daarbij verwijzend naar de noodzaak van een alomvattende en eerlijke oplossing voor de kwestie-Cyprus, waarbij de rechten en belangen van beide gemeenschappen worden gerespecteerd.